# 許尹鏸
许尹鏸（2003年3月18日—），臺灣女子羽毛球運動員，現為土地銀行羽球隊隊員。

## 簡歷
許尹鏸就讀高雄中學期間與宋奕萱搭檔獲得2020年第一次全國排名賽乙組女雙第三名，獲得甲組球員資格。
2023年4月，許尹鏸與李芷蓁在荷蘭國際賽女雙決賽擊敗大澤陽奈／重田美空，奪得個人國際賽首冠。8月起改與林芝昀搭檔，兩人在10月舉行的超級100級別高雄大師賽晉級四強，最後不敵來自澳洲的塞特亚纳·玛帕萨／于亚杰。兩周後，許／林在本迪戈國際賽決賽再次遭遇塞特亚纳·玛帕萨／于亚杰，但在先勝一局之後遭對方逆轉，以1比2（21-18、20-22、25-27）落敗。11月，兩人再於韓國大師賽晉級四強。
2024年，許尹鏸／林芝昀的成績有顯著進步，她們先是在波蘭公開賽決賽擊敗丹麥組合，獲得兩人搭檔以來首座國際賽冠軍。7月，兩人在加拿大公開賽準決賽以2比1（21-13、11-21、21-19）擊退同樣來自臺灣的謝沛珊／洪恩慈，決賽面對世界排名第十的日本組合岩永鈴／中西貴映時則以0比2（13-21、13-21）落敗，獲得亞軍，寫下兩人在超級500賽事的最佳成績；此外，許尹鏸在本站賽事亦搭檔陳政寬闖入混雙四強。10月，許／林連續兩周參賽，在本迪戈國際賽、雪梨國際賽背靠背奪冠。

## 主要比賽成績
只列出曾進入準決賽的國際賽事成績：
| 年份   | 賽事                       | 公開賽級別 | 項目     | 拍檔   | 成績   |
| ------ | -------------------------- | ---------- | -------- | ------ | ------ |
| 2022年 | 克羅埃西亞羽球國際賽       | 未來系列賽 | 女子雙打 | 宋奕萱 | 準決賽 |
| 2022年 | 巴林羽球國際挑戰賽         | 國際系列賽 | 女子雙打 | 宋奕萱 | 準決賽 |
| 2023年 | 荷蘭羽球國際賽             | 國際系列賽 | 女子雙打 | 李芷蓁 | 冠軍   |
| 2023年 | 斯洛維尼亞羽球公開賽       | 國際挑戰賽 | 女子雙打 | 李芷蓁 | 亞軍   |
| 2023年 | 奧地利羽球公開賽           | 國際系列賽 | 女子雙打 | 李芷蓁 | 亞軍   |
| 2023年 | 高雄羽球大師賽             | 超級100賽  | 女子雙打 | 林芝昀 | 準決賽 |
| 2023年 | 本迪戈羽毛球國際賽         | 國際挑戰賽 | 女子雙打 | 林芝昀 | 亞軍   |
| 2023年 | 本迪戈羽毛球國際賽         | 國際挑戰賽 | 混合雙打 | 陳政寬 | 準決賽 |
| 2023年 | 雪梨羽球國際賽             | 國際系列賽 | 混合雙打 | 陳政寬 | 準決賽 |
| 2023年 | 韓國羽毛球大師賽           | 超級300賽  | 女子雙打 | 林芝昀 | 準決賽 |
| 2023年 | 馬來西亞羽球國際挑戰賽     | 國際挑戰賽 | 混合雙打 | 林煜傑 | 亞軍   |
| 2024年 | 葡萄牙羽球國際賽           | 國際系列賽 | 混合雙打 | 陳政寬 | 準決賽 |
| 2024年 | 波蘭羽毛球公開賽           | 國際挑戰賽 | 女子雙打 | 林芝昀 | 冠軍   |
| 2024年 | 加拿大羽球公開賽           | 超級500賽  | 女子雙打 | 林芝昀 | 亞軍   |
| 2024年 | 加拿大羽球公開賽           | 超級500賽  | 混合雙打 | 陳政寬 | 準決賽 |
| 2024年 | 本迪戈羽毛球國際賽         | 國際挑戰賽 | 女子雙打 | 林芝昀 | 冠軍   |
| 2024年 | 雪梨羽毛球國際賽           | 國際挑戰賽 | 女子雙打 | 林芝昀 | 冠軍   |
| 2024年 | 雪梨羽毛球國際賽           | 國際挑戰賽 | 混合雙打 | 陳政寬 | 冠軍   |
| 2025年 | 美國羽毛球公開賽           | 超級300賽  | 女子雙打 | 林芝昀 | 準決賽 |
| 2025年 | 美國羽毛球公開賽           | 超級300賽  | 混合雙打 | 陳政寬 | 準決賽 |
| 2025年 | 加拿大羽球公開賽           | 超級300賽  | 女子雙打 | 林芝昀 | 準決賽 |
| 2025年 | 夏季世界大學運動會羽球比賽 | 其他       | 混合團體 | —      | 銀牌   |
| 2025年 | 夏季世界大學運動會羽球比賽 | 其他       | 混合雙打 | 陳政寬 | 銀牌   |

| 2018-2026年 | 總決賽 | 超級1000賽 | 超級750賽 | 超級500賽 | 超級300賽 | 超級100賽 | 國際挑戰賽 | 國際系列賽 | 未來系列賽 | 其他 |

## 外部連結
- 許尹鏸在世界羽球聯盟的登錄資料